# Albumblätter (Schumann)

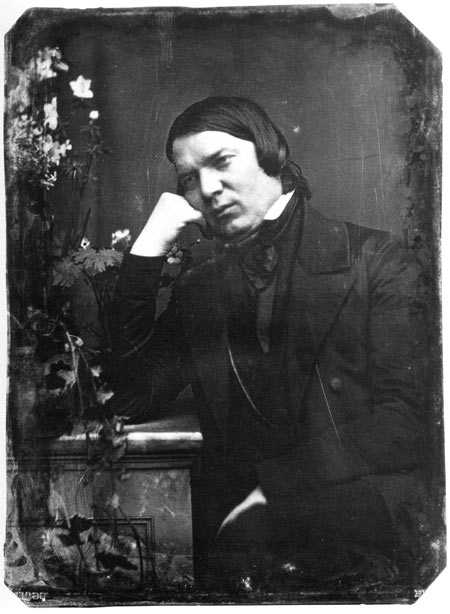
Robert Schumann en 1850.

Albumblätter (Hojas de álbum), Op. 124 es una colección de 20 piezas breves para piano compuestas por Robert Schumann entre 1832 y 1845. Tras el éxito de la colección Album für die Jugend (Álbum para la juventud), Op. 68, se reunieron una serie de obras previas que habían quedado inéditas. En principio iban a formar parte de una única serie titulada Spreu (Paja), pero estas piezas se publicaron en 1853, unos dos años después de la primera colección Bunte Blätter, Op. 99.

## Historia
Después del éxito del Álbum para la juventud, Op. 68, Robert Schumann comenzó a trabajar a finales de 1850 en una nueva colección de piezas para piano. No obstante, a diferencia de la Opus 68, esta nueva colección contendría material que el compositor había escrito con anterioridad en su carrera pero que no había publicado. El compositor tenía sentimientos encontrados hacia ese material, lo cual se refleja en el título propuesto para la nueva colección, Spreu (Paja). En su lugar, las piezas se publicaron en dos colecciones separadas, Bunte Blätter (Hojas coloridas), Op. 99 publicada en 1851, y Albumblätter, Op. 124 publicada en diciembre de 1853.
La colección, al igual que ocurre en Bunte Blätter, contiene piezas que abarcan un amplio periodo de la carrera activa del compositor y proceden de diversas composiciones del mismo. El material más antiguo data de 1832 y comprende piezas consideradas para Carnaval, Op. 9 que finalmente fueron descartadas. Otro material utilizado incluye piezas destinadas a una composición que nunca llegó a publicarse titulada XII Burle (12 Burleskes) formada por piezas breves escritas para conmemorar ocasiones familiares concretas. Por último, un canon que data de 1845 y que fue esbozado para sus Etuden in kanonischer Form für Orgel oder Pedalklavier (Estudios en forma de canon para órgano o piano de pedal), Op. 56, pero que finalmente no se incluyó en ese proyecto.

## Estructura y análisis
La colección está formada por las siguientes piezas:
1. Impromptu. Sehr schnell (1:03, re menor)
2. Leides Ahnung. Langsam (1:47, la menor)
3. Scherzino. Rasch (1:02, fa mayor)
4. Walzer. Lebhaft (0:54, la menor)
5. Phantasietanz. Sehr rasch (Danza de fantasía) (0:51, mi menor)
6. Wiegenliedchen. Nicht schnell (2:15, sol mayor)
7. Ländler. Sehr massig (1:02, re mayor)
8. Lied ohne Ende. Langsam (4:39, fa mayor)
9. Impromptu. Mit zartem Vortrag (1:14, si bemol mayor)
10. Walzer. Mit Lebhaftrigkeit (0:47, mi bemol mayor)
11. Romanze. Nicht schnell (1:24, si mayor)
12. Burla. Presto (Burlesque) (3:30, fa menor)
13. Larghetto (1:35, fa menor)
14. Vision. Sehr rasch (0:58, fa mayor)
15. Walzer (1:01, la bemol mayor)
16. Schlummerlied. Allegretto (3:52, mi bemol mayor)
17. Elfe. So rasch als moglich (0:30, la bemol mayor)
18. Botschaft. Mit zartem Vortrag (1:27, mi mayor)
19. Phantasiestuck. Leicht, etwas grazios (2:21, la mayor)
20. Canon. Langsam (1:19, re mayor)

El imaginario musical evocado por las 20 piezas es tan variado y rico como las exigencias técnicas de estas composiciones. En los números 1 (Impromptu), 3 (Scherzino), 5 (Phantasietanz), 12 (Burla), 14 (Vision) y 17 (Elfe), encontramos algo de esa misma magia de tempo rápido y fulgurante que caracteriza muchas piezas previas (los números 5 y 17, así como el número 4, uno de los varios valses que contiene el conjunto, son todos ellos descartes procedentes del Carnaval, Op. 9; estas tres piezas son algunas de las más atractivas de la colección). El Schlummerlied (Canción de sueño) del número 16 es mucho más largo que la mayoría de sus compañeras, algunas de las cuales, como la encantadora Elfe, duran apenas medio minuto. Schlummerlied es una conmovedora melodía en compás de 6/8. La parte central de su esquelética forma ternaria ABA ofrece sólo 12 breves compases en la tonalidad de sol menor para romper el suave mi bemol mayor a ambos extremos. Aparte del breve Canon del número 20, Schlummerlied es la pieza más tardía de la serie, ya que fue compuesta en 1841. La densa textura y los intrincados giros de la penúltima pieza, un Phantasiestück, requieren un firme dominio técnico del instrumento. El Canon final, aunque sólo dura dieciséis compases y nunca se aleja de re mayor, da algunos giros sorprendentes y sutiles.